# Oest del Canadà

L'Oest del Canadà, definit políticament

L'Oest del Canadà (en anglès:Western Canada o Western provinces, en francès: Ouest canadien) són les regions del Canadà que inclouen les 4 províncies del Canadà situades a l'oest de la província d'Ontario.

## Províncies
D'oest a est, les quatre províncies que componen aquesta regió són British Columbia, Alberta, Saskatchewan i Manitoba.
Les tres darreres (Alberta, Saskatchewan i Manitoba) es coneixen col·lectivament en anglès com les Prairie Provinces, o simplement the Prairies. La Colúmbia Britànica (British Columbia) també es coneix en anglès com la Pacific Province, i en un sentit més geogràfic també com la Pacific Slope i de vegades de forma intercanviable com "the West Coast". Alberta i British Columbia de vegades s'anomenen les "mountain provinces".
En alguns contextos, el terme Western Canada també pot incloure els territoris de Yukon, Northwest Territories i Nunavut, malgrat que actualment aquests s'inclouen en la regió diferent anomenada Nord del Canadà (Northern Canada).
La regió Oest del Canadà ocupa una superfície de 2.908.433 km², o aproximadament un 29% de la superfície del Canadà. Segons el cens de 2011 la regió té uns 10,3 milions d'habitants (suma de la població de la Colúmbia Britànica, Alberta, Saskatchewan i Manitoba).
La font d'aquesta divisió en regions és per ocupar els escons en el Senat del Canadà tal com estableix la Constitució del Canadà.